# Begonia lukuana
Begonia lukuana là một loài thực vật có hoa trong họ Thu hải đường. Loài này được Y.C.Liu & C.H.Ou mô tả khoa học đầu tiên năm 1982.